# Хицков, Иван Фёдорович
Иван Фёдорович Хицков (род. 1937) — российский учёный в области экономики, организации и управления агропромышленным комплексом, академик РАСХН (1995), академик Российской академии наук (2013).

## Биография
Родился 16 марта 1937 г. в с. Перебой Павловского района Воронежской области. Окончил юридический факультет Воронежского государственного университета (1964).
- 1954—1956 механизатор колхоза «Тихий Дон» Лосевского района.
- 1956—1968 на комсомольской и партийной работе: инструктор, второй секретарь Лосевского РК ВЛКСМ, первый секретарь Верхнехавского и Панинского РК ВЛКСМ, зав. отделом Верхнехавского РК КПСС Воронежской области.
- слушатель Высшей партийной школы (1968—1970);
- 1970—1978 на партийной работе: инструктор Воронежского обкома КПСС, второй, первый секретарь Аннинского РК КПСС, заместитель заведующего с.-х. отделом Воронежского обкома КПСС (1970—1978); в 1975 году защитил кандидатскую диссертацию «Сущность и пути совершенствования управления производством колхозов в современных условиях»
- 1978—1979 директор Центрально-Чернозёмного филиала ВНИИ экономики сельского хозяйства,
- 1979—1988 директор Центрально-Чернозёмного филиала ВНИИ экономики, труда и управления в сельском хозяйстве.
- директор (1988 — июнь 2015), с июля 2015 г. — главный научный сотрудник ФГБНУ «НИИ экономики и организации агропромышленного комплекса Центрально-Чернозёмного района РФ».

Доктор экономических наук (1991, диссертация «Кооперация, управление организация в сельском хозяйстве: теория и практика»), профессор (1995), академик РАСХН (1995), академик РАН (2013).
Разработчик научных основ совершенствования управления АПК Центрально-Чернозёмного района РФ.

## Награды, премии, почётные звания
Заслуженный деятель науки Российской Федерации (1996). Награжден орденами Трудового Красного Знамени (1977), Почёта (2002), 3 медалями.

## Основные работы
Автор (соавтор) около 400 научных публикаций, в том числе 7 монографий. Книги:
- Кооперация, управление, организация в сельском хозяйстве: теория и практика. — Воронеж: Изд-во Воронеж. ун-та, 1991. — 167 с.
- Многоукладная экономика АПК России: вопросы теории и практики / соавт.: А. А. Шутьков и др. — М.: Колос, 1998.— 359 c.
- АПК Российского Черноземья: состояние, опыт, стратегия развития / соавт.: В. И. Авдеев и др.; НИИ экономики и орг. АПК ЦЧР РФ и др. — Воронеж: Воронеж, 2003. — 608 с.
- Система ведения агропромышленного производства Воронежской области до 2010 года. — Воронеж: Центр духов. возрождения Чернозем. края, 2005. — 462 с.
- Экономика АПК областей Ассоциации «Центрально-Чернозёмная» Центрального федерального округа РФ / соавт.: Г. И. Макин, Г. Ф. Федоров. — Воронеж: Центр духов. возрождения Чернозем. края, 2006. — 207 с.
- Экономическое прогнозирование развития сельского хозяйства: моногр. / соавт.: В. Ф. Печеневский и др.; ГНУ НИИ экономики и орг. АПК Центр.-Чернозем. р-на Рос. Федерации. — Воронеж, 2008. — 75 с.
- На пути к инновационному развитию АПК: программы, опыт, научное обеспечение (на примере областей Центрального федерального округа РФ) / соавт.: И. Г. Ушачев и др. — Воронеж: Центр духов. возрождения Чернозем. края, 2010. — 774 с.
- Стратегия роста экономики АПК Воронежской области / соавт.: Г. И. Макин и др. — Воронеж, 2012. — 156 с.
- Инновационные основы системного развития сельского хозяйства: стратегии, технологии, механизмы (Центральный федеральный округ России) / соавт.: А. В. Петриков и др. — Воронеж, 2013. — 798 с.
- Прогноз научно-технологического развития Воронежской области по направлению «АПК и пищевая промышленность» до 2030 года: моногр. / соавт.: В. Г. Закшевский и др. — Воронеж, 2014. — 92 с.
- Стратегические направления развития сельского хозяйства Воронежской области / соавт.: В. Г. Закшевский и др.; ФГБНУ «НИИ экономики и орг. агропром. комплекса Центр.-Чернозем. р-на Рос. Федерации». — Воронеж: Изд-во РИТМ, 2017. — 210 с.